# 三浦翔太
三浦 翔太（みうら しょうた、1989年11月10日 - ）は、岩手県上閉伊郡大槌町出身の元プロ野球選手（投手）。右投右打。プロでは育成選手であった。

## 経歴
小学校3年時から野球を始め、途中で滝沢村(現・滝沢市)へ引っ越す。滝沢村立滝沢南中学校時代は、滝沢いわてシニアに所属し硬式野球を始める。
盛岡大附高に進学し、野球部に入部。野球部では、唯一特進クラスに在籍していた。1年時にアンダースローに転向。2年時の秋からエースとなり、3年時の夏は岩手県予選準決勝で敗退。甲子園出場経験は無し。
高校卒業後は、国立大学の岩手大学教育学部生涯教育課程・スポーツ教育コース（現・教育学部学校教育教員養成課程）に進学。北東北大学野球連盟に加盟している同校野球部に入部する。1年時の春からリーグ戦に登板し、秋には国立大学ながらリーグ戦2位と躍進。自身は、優秀選手賞を受賞した。3年時の秋にも再び2位躍進を果たし、2度目の優秀選手賞を獲得した。
最終的に、4年間で通算72試合に登板し、35勝27敗、防御率1.87を記録。通算35勝、通算400奪三振、通算38完投、通算4無四球勝利、1シーズン7勝、1シーズン10完投、1シーズン4完封と7つのリーグ記録を塗り替えた。
2011年10月27日、プロ野球ドラフト会議で福岡ソフトバンクホークスから育成3位指名を受けた。
2012年は主に三軍戦に登板し、23試合で3勝8敗1セーブ、防御率3.73、三軍戦に登板した投手の中で最長の94イニングを投げた。二軍戦にも登板し、8試合21イニングを投げ0勝2敗、防御率3.00の数字を残した。しかし肘の故障で11月20日に右肘関節内側側副靱帯（じんたい）の再建手術を行った。
2014年、10月31日に球団から戦力外通告を受け、同日付で自由契約公示された。
引退後は岩手県の教員採用試験に合格し、県内の中学校で体育教師として勤務するかたわら、軟式野球チーム「雫石クラブ」に所属し、「オール岩手」に選ばれ国体にも出場している。

## 選手としての特徴・人物
アンダースローから最速137km/hのストレートと、スライダー・カーブ・シンカーを投げる。
同じアンダースロー投手である渡辺俊介と牧田和久を参考に、投球を収めたビデオで研究を重ねていた。

## 詳細情報

### 年度別投手成績
- 一軍公式戦出場なし

### 背番号
- 134（2012年 - 2014年）